# 特里尼蒂阿爾卑斯巨螈
特里尼蒂阿爾卑斯巨螈(英文：Trinity Alps giant salamander）是一種據傳生存于特里尼蒂阿爾卑斯山一帶的神秘生物。一些早期探險家們曾目擊過這種動物，在他們的描述中，特里尼蒂阿爾卑斯巨螈體型較大的個體有5-9英尺（1.5米-2.74米）長，普通的個體通常在1米以下。身體呈深褐色，有著黃色的斑點。在20世紀30年代之後，特里尼蒂阿爾卑斯巨螈便幾乎消失了，雖然在之後仍有零散的目擊，但前往考察的探險家與生物學家卻一無所獲。一些神秘動物學家認爲，特里尼蒂阿爾卑斯巨螈是一種受人類影響而絕滅的動物，但這種理論并未被科學認可，因爲缺乏可靠的證據。